# M31反坦克槍榴彈
M31 HEAT是一款由美国於1950年代後期研製及生產的尾翼穩定式反坦克22毫米槍榴彈，用以取代美國陸軍和美國海軍陸戰隊在朝鮮戰爭期間作為緊急反制措施而採用的比利時ENERGA反坦克槍榴彈（美軍命名為M28）。
日本陸上自衛隊亦以相同的命名採用，並且由普通科連隊以豐和64式7.62毫米自動步槍發射。

## 設計與使用歷史
與ENERGA一樣，M31反坦克槍榴彈裝有彈尖激發－彈底引爆觸發引信高爆反坦克彈頭，但與ENERGA不同的是，機械觸發式引信系統被一個複雜程度不大而且更為可靠的壓電式引信系統所取代，該系統也讓其撞擊角度的靈敏程度加大至65度。撞擊物體時，彈鼻蓋崩塌，壓碎內部一種類似水晶的物質，並且藉由一根單獨的導線將電流傳導至彈頭底部的彈頭雷管。一種機械式保險，包括位於彈底以內的逆流系統，可使觸發電路接地並且防止彈頭意外爆炸。在發射時，突然的發射加速度使得逆流的三張圓盤90度旋轉，每張圓盤相繼於下一張圓盤而旋轉；隨著第三張圓盤的旋轉，榴彈在飛行大約10公尺以後移除接地並且完成電流從彈鼻流向彈底的雷管的點火電路的準備。相比於ENERGA，M31的重量稍為輕便，而且彈頭直徑較小，即ENERGA的75毫米對上M31的66毫米。根據美國在1973年獲得的蘇聯擄獲戰車實射實驗，M31對俄國鋼材製造的軋壓均質裝甲可製造之貫穿力為200毫米（7.87英吋），對混凝土時則是400公厘。為M31的彈頭亦被用於以後的M72輕型反裝甲武器的反坦克火箭彈以上。
M31反坦克槍榴彈最初設計只能由M1「加兰德」半自動步槍發射，但也可以從M14战斗步枪和M16突擊步槍發射。發射M31時，需要將可拆卸的插口式發射器（用於M1「加兰德」的M7A3槍榴彈發射器和用於M14战斗步枪的M76槍榴彈發射器）裝設在步槍的槍口以上（M16可以槍口直接發射槍榴彈，無需插口式發射器）。然後步槍膛室分別裝填M3、M64、M195槍榴彈推動用途空包彈（各個空包彈皆是與每枚槍榴彈一併裝在包裝容器以內供給，並且捲曲為波紋狀以標明該彈藥僅用於發射槍榴彈）。然後槍榴彈發射器插進該槍榴彈的中空尾管以內。官方軍事手冊建議M31可以站立或跪姿射擊，並且只有在非常近距離射擊時才能準確地打擊裝甲戰鬥車輛。雖然首次發配時，美國陸軍聲稱M31對主戰坦克（除了正面交戰以外）和輕型裝甲車輛有效；但在1972年以後，美國陸軍所修訂的反裝甲戰爭手冊當中指出，M31只對輕型戰車和裝甲薄弱的車輛有效。
1972年發行的各種美國軍事手冊中仍然具有關於M31的章節，但在越南战争結束時，美国陆军和美国海军陆战队基本上已經逐步淘汰了槍口發射式槍榴彈，轉為支持以M72輕型反裝甲武器的一次性火箭彈和M203槍管下掛式榴彈發射器的40×46毫米榴彈分別於反裝甲和班隊火力支援以上的用途。在1977年修訂的美國軍隊反裝甲戰爭手冊當中，M31反坦克槍榴彈不再列出，就此退出美軍現役武器序列。但是在日本陸上自衛隊武器編裝中，M31跟隨著64式步槍使用至21世紀，才由06式槍榴彈替換。

## 使用國
- 日本
- 美国

## 圖集

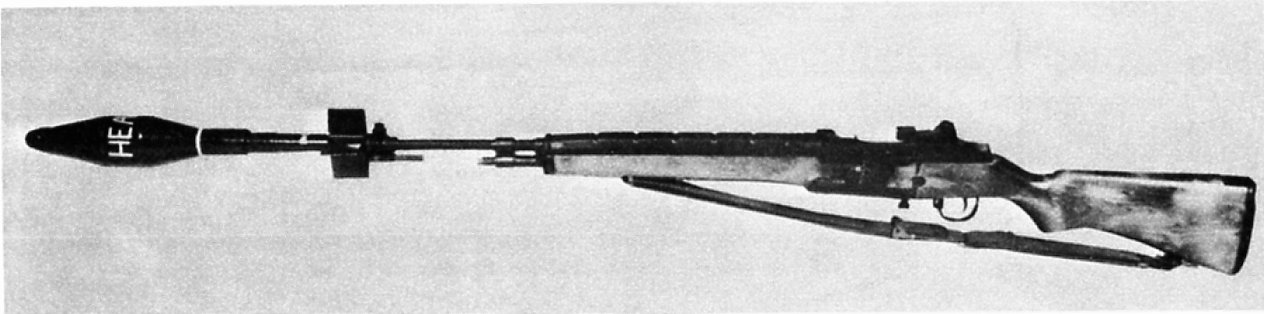
裝在M14戰鬥步槍以上的M31槍榴彈。
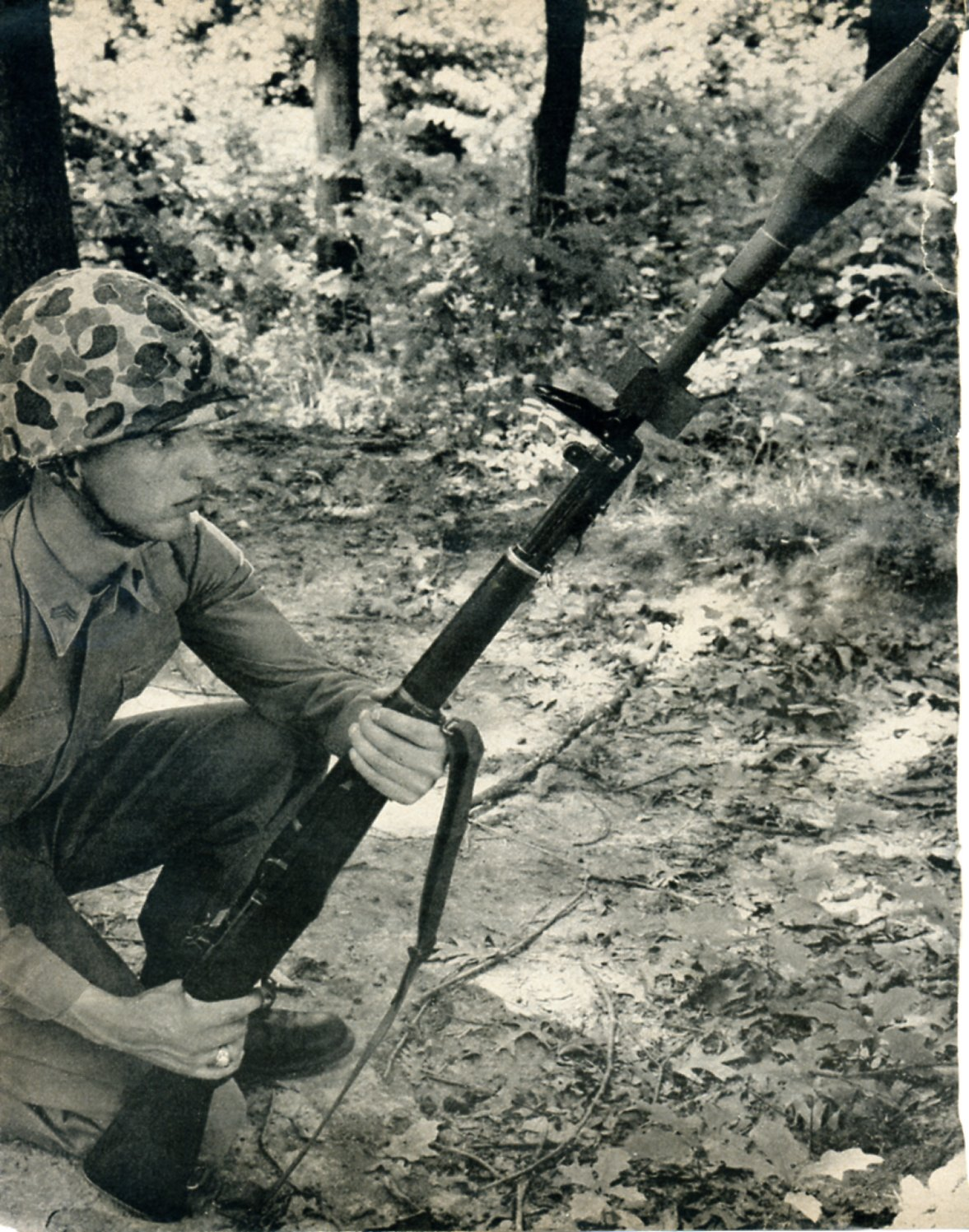
海軍準備從M1「加兰德」發射M31反坦克槍榴彈
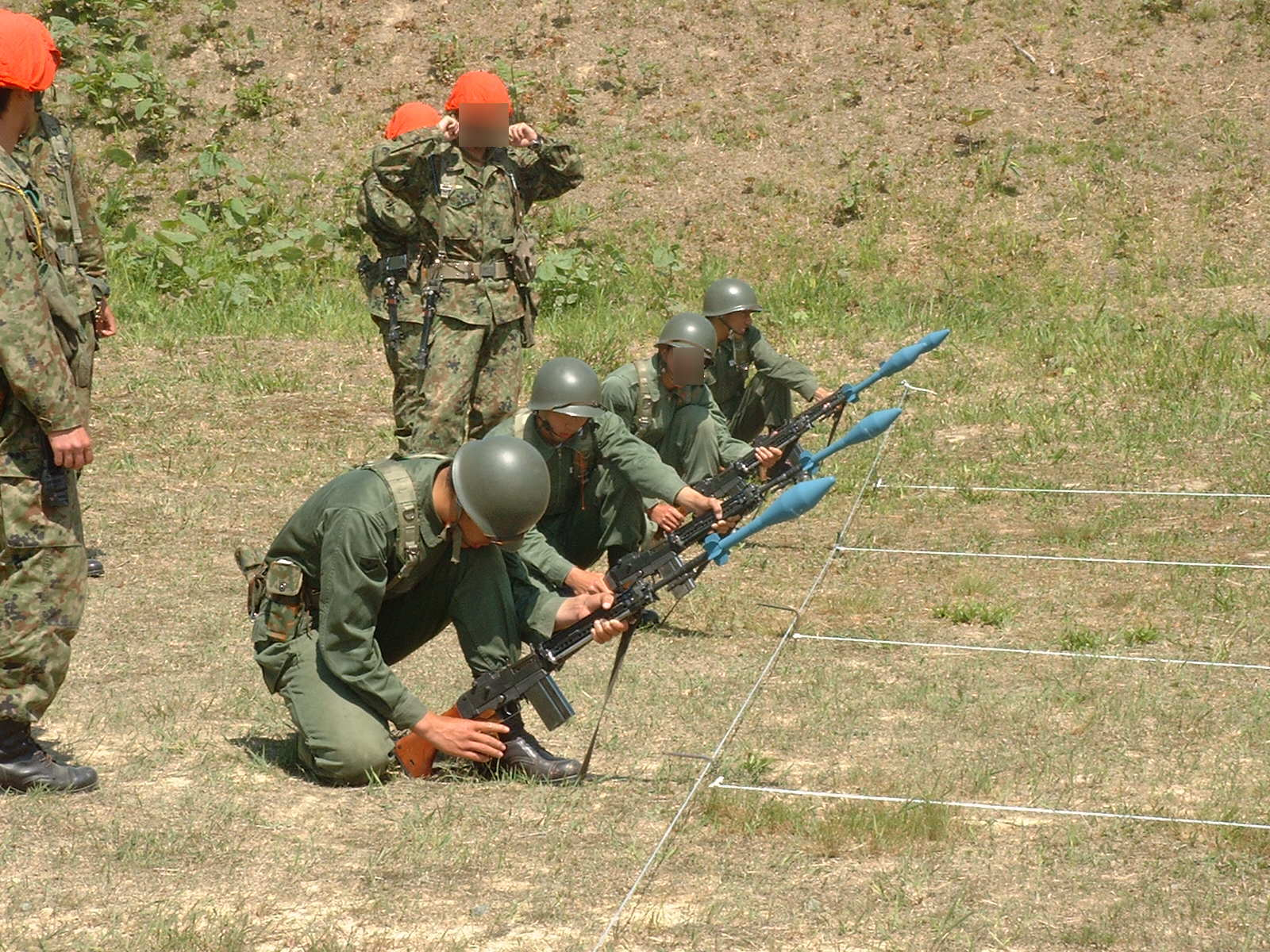
裝填M31訓練彈的豐和64式7.62毫米自動步槍。

## 資料來源
1. ↑  1977年9月30日，美國陸軍公佈的“FM-7機械化步兵排／班B-21”M72A2 LAW版本規格，它使用的彈頭幾乎與M31反坦克槍榴彈相同
2. ↑  附注—1977年9月FM-7公佈前，分別給予了M72A2及M31反坦克槍榴彈各種的貫穿規格。從250毫米到305毫米不等。在1970年代中期，美國陸軍決定以1973年時繳獲的俄羅斯坦克，在實地測試中再次在戰場條件下確定其裝甲貫穿能力。結果其行進貫穿規格是正如在1977年FM-7當中所述的200毫米（7.87英寸）。
3. ↑  八種步槍和手榴彈的M16步槍的有限範圍測試 （页面存档备份，存于），由杜威·卡爾菲，於1965年1月，美國佛羅里達州埃格林空軍基地空軍系統司令部研究與技術部第4武器研發局所編寫。
4. ↑  簡氏步兵武器系統1976年，第452頁，沃茨出版社，ISBN 0-531-03255-8
5. ↑  FM 23-3念反裝甲作戰的戰術、技術和概，第14頁，1972年8月由美國陸軍發佈。
6. ↑  其中一個原因是，隨著重型7.62毫米突擊步槍因被較輕便的5.56毫米突擊步槍所逐步淘汰，他們不再具備能夠發射重型反坦克槍榴彈的步兵武器

- FM 23-3 Tactics, Techniques and Concept of Antiarmor Warfare, published US Army August 1972
- Jane's Infantry Weapon's System 1976, page 452, Watts Publishing ISBN 0-531-03255-8
- US Rifle Grenades, WW2 And After - inert-ord.net （页面存档备份，存于）

## 外部連結
- （英文）—US Rifle Grenades, WW2 And After - inert-ord.net （页面存档备份，存于）（2011年1月27日閲覧）